# Abhimanyou
Abhimanyou (ur. 2001) – indyjski zapaśnik walczący w stylu wolnym. Zajął piąte miejsce na mistrzostwach świata w 2023 roku.
Brązowy medalista mistrzostw Azji w 2024. Pierwszy na mistrzostwach Azji U-23 w 2024 i trzeci w 2023 roku.